# Палацо Равера
Палацо „Равера“ (на итал. Palazzo Ravera) е историческа сграда в стил Ар Нуво в град Ивреа, регион Пиемонт, Северна Италия.

## История
Сградата е построена от предприемача Стефано Равера, потомък на известна фамилия строители от Канавезе. Той поръчва изграждането на сградата, след като е могъл да се възхити на големите дворци от 19 век в Женева и Цюрих по време на честите си посещения в Швейцария, като поверява проекта на инженера от Ивреа Ромоло Пеона. Пеона заема и длъжността на градски съветник по благоустройството.
Името на сградата остава неразривно свързано с това на хотела, който е отворен в стаите ѝ – Хотел „Дора“, затворен през 1989 г., посещаван от висшето общество на Ивреа и от управляващата класа на Оливети. През 1957 г. художникът Отоне Розай е намерен мъртъв от естествена смърт в стая на първия етаж на хотела.
Днес в сградата се помещават банка, офиси и търговска дейност.

## Описание
Сградата се намира на бул. „Констатино Нигра“, срещу Вила Луиза. Основната ѝ особеност е представена от северната фасада, с цилиндрична форма и надвиснала над подлежащата река Дора Балтеа. Отвътре големи остъклени лоджии позволяват да се насладиш на гледката. Сградата се издига на четири етажа от страната на улицата плюс мансарда, отдалечена от фасадите; вместо това има шест етажа от страната на реката.
Стаите с изглед към реката и центъра на Ивреа навремето имат балкони, защитени от камъчно-циментови балюстради и парапети от ковано желязо с декорации в стил Ар Нуво. Лезени (декоративни пиластри) и корнизи украсяват и маркират фасадата към булеварда.

## Галерия с изображения
- Гледка към сградата от Стария мост
- Извитата фасада
- Проспектът с изглед към река Дора Балтеа